# Paseo Interlomas

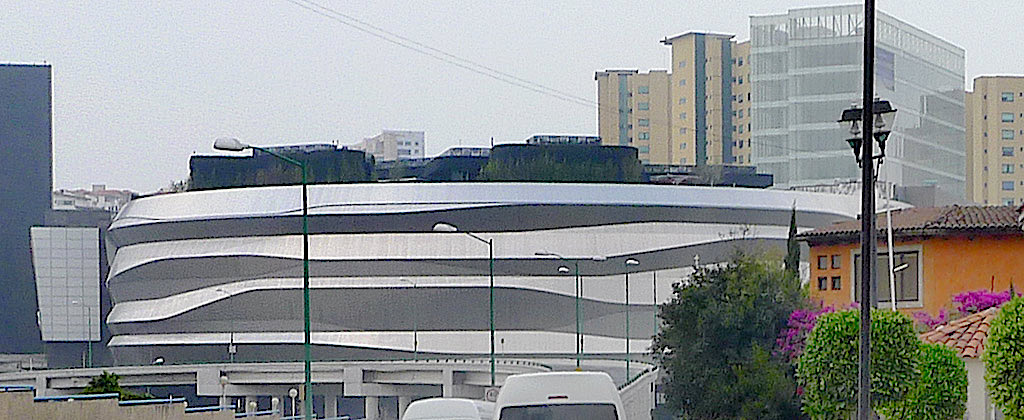
El edificio Liverpool Interlomas, localizado en el centro comercial.

Paseo Interlomas es un centro comercial, ubicado en la zona residencial Interlomas, en la ciudad de Huixquilucan, Estado de México.